# إيرا توماس
إيرا توماس (بالإنجليزية: Ira Thomas) هو لاعب كرة قاعدة أمريكي، ولد في 22 يناير 1881 في بالستون في الولايات المتحدة، وتوفي في 11 أكتوبر 1958 في فيلادلفيا في الولايات المتحدة.

## وصلات خارجية
- إيرا توماس على موقعبيزبول رفرنس.كوم (الدوري الرئيسي) (الإنجليزية)
- إيرا توماس على موقعبيزبول رفرنس.كوم (الدوري الثانوي) (الإنجليزية)
- إيرا توماس على موقع جمعية أبحاث البيسبول الأمريكية (الإنجليزية)